# Alfabeto búlgaro

O alfabeto cirílico búlgaro

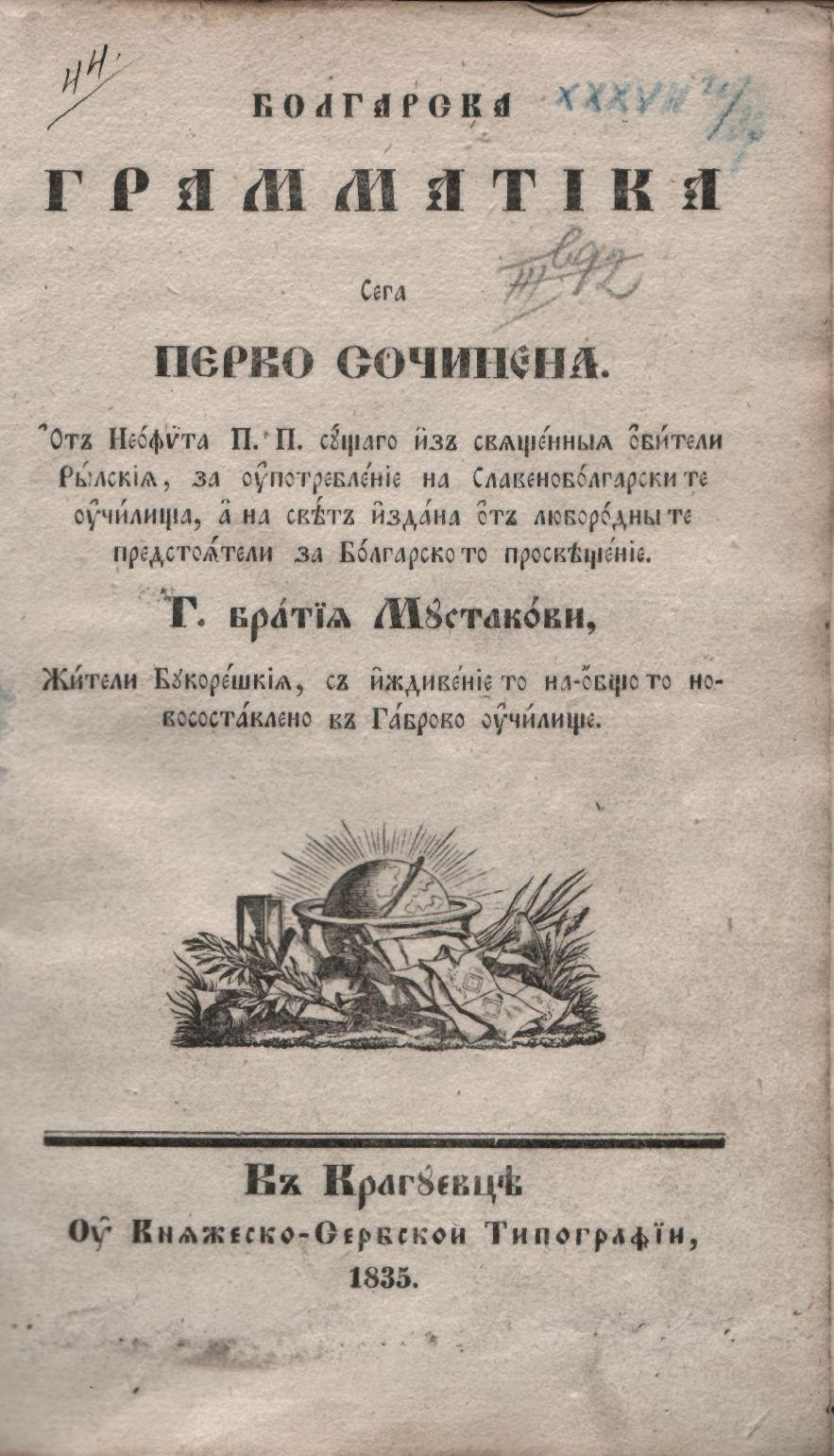
A primeira gramática búlgara moderna (1835)

O alfabeto búlgaro é composto por 30 letras em cirílico.
O alfabeto búlgaro antigo é o alfabeto cirílico, também conhecido como alfabeto cirílico arcaico.  No desenvolvimento, está em uso há quase um milênio. A primeira tentativa de reforma da ortografia búlgara na história foi feita por Eutímio de Tarnovo. Foi somente durante o Renascimento búlgaro que uma norma ortográfica foi criada.
Na década de 1830, sob a pressão do alfabeto cirílico russo avançado de Pedro, o Grande, formou-se a moderna ortografia búlgara. Em 1835, vários livros búlgaros foram publicados em Kragujevac, incluindo “Gramática Búlgara” por Neofit Rilski.
Em 1869, foi fundada em Braila uma Sociedade Literária Búlgara, que se transformou na Academia de Ciências da Bulgária. Para as necessidades da sociedade literária, a chamada ortografia Drinovski recebe o nome de Marin Drinov.
Em 1899, a primeira grafia oficial, também chamada de Ivanchevski, depois de Todor Ivanchov, foi padronizada no Principado da Bulgária.
Em 1921, após a Bulgária durante a Primeira Guerra Mundial, foi adotada uma nova ortografia oficial simplificada chamada Omarchevski, após a adoção de Stoyan Omarchevski, que foi imediatamente substituída pela grafia de Tsankovski por Aleksandar Tsankov após Golpe de Estado na Bulgária em 1923.
Em 1945, após a Segunda Guerra Mundial, foi realizada uma reforma ortográfica da língua búlgara, que deu a forma completa da ortografia búlgara usada até 2020. 